# NGC 2646
NGC 2646 (другие обозначения — UGC 4604, MCG 12-9-19, ZWG 332.19, ARAK 180, ZWG 331.69, PGC 24838) — линзообразная галактика (SB0) в созвездии Жирафа. Открыта Вильгельмом Темпелем в 1883 году.
Этот объект входит в число перечисленных в оригинальной редакции «Нового общего каталога». В 1888 году галактика была независимо открыта Льюисом Свифтом — это наблюдение попало в Индекс-каталог с номером IC 511.
Галактика NGC 2646 входит в состав группы галактик IC 520. Помимо NGC 2646 в группу также входят IC 520, NGC 2614 и NGC 2629.